# نورمان سيغل
نورمان سيغل (بالإنجليزية: Norman Siegel)‏ هو قانوني ومحامي أمريكي، ولد في 21 نوفمبر 1943 في نيويورك في الولايات المتحدة.